# 스톤헤이번

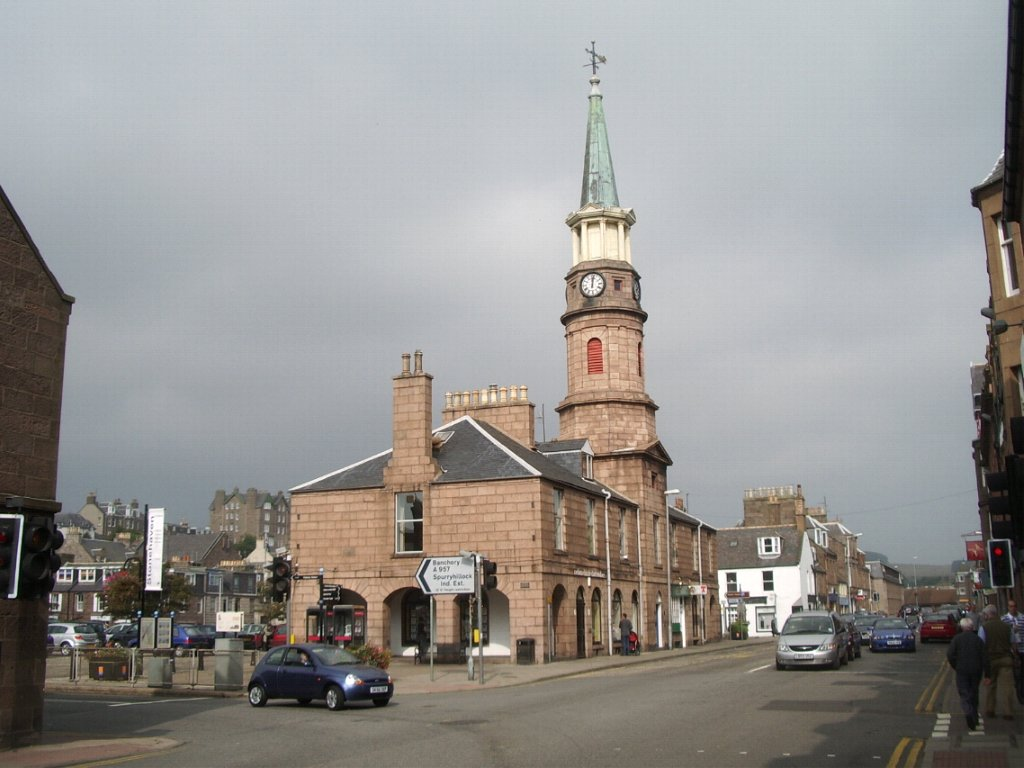
스톤헤이번

스톤헤이번(영어: Stonehaven)은 스코틀랜드 북동부 애버딘셔 연안에 위치한 도시로 인구는 11,602명(2011년 기준)이다.
독립 전쟁에서 왕실 성이 파괴된 후 점차 버려졌던 킨카딘(Kincardine) 마을이 멸망한 후, 스코틀랜드 의회는 스톤헤이번을 킨카딘셔의 후속 카운티 도시로 만들었다. 스톤헤이번은 현재 오래된 마을(Auld Toon)이 된 철기 시대 어촌 마을 주변에서 성장했으며 해변에서 내륙으로 확장되었다.